# 오미트 누리푸어
오미트 누리푸어(독일어: Omid Nouripour 독일어 발음: [ˈoːmɪt ˈnuːʁipuːɐ̯], 페르시아어: امید نوری‌پور [oˈmiːd nuːɾiːˈpuːɾ], 1975년 6월 18일 ~ )는 이란계 독일인 정치인이다. 2022년부터 리카르다 랑과 함께 동맹 90/녹색당의 공동대표로 있으며, 2006년부터 독일 연방의회 의원직을 지내고 있다. 1988년 이란에서 독일로 이민하였으며, 마인츠 대학교를 다녔으나 정계에 입문하면서 학위를 마치지 않았다. 2002년 독일 시민권을 취득했다. 녹색당의 외교위원회, 재무위원회 위원과 원내외교대변인을 지냈다.